# Neritilia manoeli
Neritilia manoeli is een slakkensoort uit de familie van de Neritiliidae. De wetenschappelijke naam van de soort is voor het eerst geldig gepubliceerd in 1866 door Dohrn.
Dit slakje wordt slechts 4 millimeter breed. N. manoeli komt voor in rivieren in de landen Kameroen en Sao Tomé en Principe.